# Rosenfors
Rosenfors è un'area urbana della Svezia situata nel comune di Hultsfred, contea di Kalmar.
La popolazione risultante dal censimento 2010 era di 281 abitanti.